# Franca Raimondi
Franca Raimondi (n. 8 iulie 1932, Monopoli, Apulia, Italia – d. 28 august 1988, Monopoli, Apulia, Italia) a fost o cântăreață italiană.